# Psaliodes conimaculata
Psaliodes conimaculata är en fjärilsart som beskrevs av Paul Dognin 1910. Psaliodes conimaculata ingår i släktet Psaliodes och familjen mätare. Inga underarter finns listade i Catalogue of Life.